# Мур Лео
Лео Мур (Леонтій (Леопольд) Гнатович Мурашко) (рос. Леонтий (Леопольд) Игнатьевич Мурашко; 20 липня 1889 — 20 липня 1938) — російський і радянський сценарист, кінорежисер.

## Життєпис
Народився 1889 р. у м. Себежі Вітебської губернії. Мав середньотехнічну освіту.
Після арешту в 1907 р. за участь у революційних заворушеннях втік з каторги 1912 р. до Америки. Працював актором, помічником режисера, адміністратором в ательє Гріффіта та інших кінофірмах.
З 1923 р. працює на Московській фабриці Держкіно.
В 30-ті рр. віддав перевагу сценарній роботі.
Автор сценарію українського фільму «Кришталевий палац» (1934, у співавт. з Г. Гричером).
Автор книг і статей з радянського і американського кіно.
Помер 20 липня 1938 р.